# Festival Premiers Plans d'Angers 2023
 (mai 2025).
Le Festival Premiers Plans d'Angers 2023, 35e édition du festival, se déroule du 21 au 29 janvier 2023.
Le jury de la compétition des longs-métrages est présidé par Mia Hansen-Løve.

## Jury
- Mia Hansen-Løve présidente du jury
- Rebecca Marder
- Mikhaël Hers
- Jean-Baptiste de Laubier
- Félix Moati

## Sélection

### Compétition (longs-métrages européens)
- Aftersun de Charlotte Wells (Royaume-Uni, États-Unis)
- Chevalier noir de Emad Aleebrahim-Dehkordi (Iran)[1]
- Chien de la casse de Jean-Baptiste Durand (France)
- Fifi de Jeanne Aslan et Paul Saintillan (France)
- Nos cérémonies de Simon Rieth (France)
- Ramona fait son cinéma de Andrea Bagney (Espagne)
- Suro de Mikel Gurrea (Espagne)
- Talking About the Weather de Annika Pinske (Belgique)
- Tengo sueños eléctricos de Valentina Maurel (Costa Rica)
- Tigru de Andrei Tănase (Roumanie)

### Avant-premières
- The Eternal Daughter de Joanna Hogg (Royaume-Uni, États-Unis)
- Alma Viva de Cristèle Alves Meira (Portugal)
- Empire of Light de Sam Mendes (Royaume-Uni, États-Unis)
- À mon seul désir de Lucie Borleteau (France)
- Comme une actrice de Sébastien Bailly (France)
- Normale de Olivier Babinet (France)
- Dalva de Emmanuelle Nicot (France)
- Pour la France de Rachid Hami (France)
- Un petit frère de Léonor Serraille (France)

## Palmarès
- Grand Prix du Jury : Chevalier noir de Emad Aleebrahim-Dehkordi (Iran)
- Prix du public: Chien de la casse de Jean-Baptiste Durand (France)